# José Ramón Carabante
José Ramón Carabante, né en 1952 à Malaga, est un homme d'affaires espagnol.

## Biographie
José Ramón Carabante devient l'un des membres principaux de Campos F1 Team fin 2009, une écurie espagnole qui souhaite faire son entrée en Formule 1 pour la saison 2010. Dans le même temps, Carabante est également le propriétaire du CB Murcia, club de basket-ball espagnol, et Grupo Hispania, une société de gestion de la propriété. 
Peu avant le début de la saison, Campos F1 rencontre des problèmes financiers, et Carabante, notamment à l'aide de sa société, Grupo Hispania, qui fait renommer l'équipe en Hispania Racing F1 Team. Les résultats de la jeune équipe ne sont toutefois pas au rendez-vous, et l'écurie connaît à nouveau des difficultés financières : mise en vente, Hispania est rachetée par Thesan Capital et Luis Pérez-Sala en juillet 2011. Toutefois, la situation de l'équipe ne s'améliore pas et Hispania, rebaptisée HRT, disparait fin 2012.
Depuis, Carabante ne s'occupe uniquement que de sa société Grupo Hispania.